# مرد جوان ما
مرد جوان ما (انگلیسی: Our Young Man) رمانی از ادموند وایت است که در سال ۲۰۱۶ منتشر شد. این رمان، یازدهمین رمان وایت است که نخستین بار توسط انتشارات بلومزبری در ۵ آوریل ۲۰۱۶ منتشر شد. داستان این رمان پیرامون ماجراهای مرد جوانی به‌نام گای است که به‌نظر می‌رسد که پیر نمی‌شود.
این کتاب به‌طور کلی نقدهای مثبتی از منتقدان دریافت کرده‌است. مایکل آپچرچ در نیویورک تایمز نوشته‌است که این کتاب حاوی «نثر گیج‌کننده برنده» است، اگرچه او احساس می‌کند که این رمان به‌اندازهٔ اثر قبلی وایت با نام سمفونی خداحافظی، قانع‌کننده نیست. نیل موکرجی در نقدی که در گاردین منتشر کرده‌است، توصیفات و پوشش وایت در مورد ظهور ایدز در ایالات متحده را ستوده‌است. آیلین بترزبی از آیریش تایمز دربارهٔ این رمان نوشته‌است که «خواندن این رمان شبیه راه رفتن روی طناب است» و آن را به‌طور مطلوبی با تصویر دوریان گری اثر اسکار وایلد مقایسه کرده‌است.